# Henryk (książę Saksonii-Merseburga-Sprembergu)
Henryk (ur. 2 września 1661 w Merseburgu, zm. 28 lipca 1738)  – książę Saksonii-Merseburga-Sprembergu. Pochodził z rodu Wettynów.
Henryk był synem Christiana I i Chrystiany z Szlezwika-Holsztynu-Sonderburga-Glücksburga. 29 marca 1692 ożenił się z Elżbietą Meklemburską-Güstrow, córką Gustawa Adolfa księcia Meklemburgii-Güstrow i Magdaleny księżnej Szlezwika-Holsztynu-Gottorf.

## Potomstwo
- Maurycy z Saksonii-Spremberg, ur. 29 października 1694, zm. 11 kwietnia 1695
- Christine Friederike z Saksonii-Sprembergu, ur. 17 maja 1697, zm. 21 sierpnia 1722
- Gustawa Magdalena z Saksonii-Spremberg, ur. 2 października 1699, zm. 3 października 1699[1]